# Agnara fragilis
Agnara fragilis är en kräftdjursart som beskrevs av Gustav Budde-Lund 1908. Agnara fragilis ingår i släktet Agnara och familjen Agnaridae. Inga underarter finns listade i Catalogue of Life.